# Gnaphalium
Classification phylogénétique
Genre
Gnaphalium (les gnaphales) est un genre de plantes à fleurs de la famille des Asteraceae.
Ce genre compte à ce jour environ 120 espèces d'annuelles qui vivent presque toutes en région tempérée (et quelques-unes en montagne de zones subtropicales).

## Quelques espèces
- Gnaphalium affine
- Gnaphalium breviscapum
- Gnaphalium californicum
- Gnaphalium exilifolium
- Gnaphalium hoppeanum — gnaphale de Hoppe
- Gnaphalium hypoleucum
- Gnaphalium indicum
- Gnaphalium japonicum
- Gnaphalium keriense
- Gnaphalium norvegicum — gnaphale de Norvège
- Gnaphalium palustre
- Gnaphalium polycaulon
- Gnaphalium polycephalum
- Gnaphalium pyramidale
- Gnaphalium sandwicensium
- Gnaphalium supinum — gnaphale couché
- Gnaphalium sylvaticum — gnaphale des bois
- Gnaphalium uliginosum — gnaphale des marais ou des fanges
- Gnaphalium viscosum — gnaphale visqueuse

Gnaphalium luteoalbum est renommé Pseudognaphalium luteoalbum (Synonyme de Helichrysum luteoalbum.
Gnaphalium leontopodium (l'Edelweiss) est maintenant classé dans le genre Leontopodium en tant que Leontopodium alpinum.
Gnaphalium oligandrum, Gnaphalium steudelii et Gnaphalium undulatum ont été renommés en Pseudognaphalium undulatum